# 野津研二
野津  研二（のづ  けんじ、1950年9月5日 - ）は日本の防衛官僚。

## 人物
大阪府出身。灘高等学校、京都大学法学部卒業後の1973年防衛庁入庁。1978年装備局航空機課部員。経理局会計課予算決算班などを経て1989年資源エネルギー庁の備蓄課長。1992年防衛局運用課長、1997年長官官房総務課長などを歴任。2003年防衛施設庁次長、2004年管理局長。2006年辞職。

## 略歴
- 1973年4月　長官官房総務課[1]
- 1973年5月  防衛局調査課
- 1974年4月　防衛施設庁施設部施設管理課
- 1976年4月　長官官房課付係長
- 1976年6月  外務省条約局法規課
- 1978年6月　装備局航空機課部員
- 1979年12月　防衛施設庁労務部労務企画官付
- 1980年6月　装備局航空機課部員
- 1981年1月　防衛局防衛課総括政策班部員
- 1982年6月　防衛局防衛課年度班部員
- 1983年  防衛局運用第1課部員
- 1986年7月　防衛局計画官付部員
- 1987年4月　経理局会計課予算決算班部員
- 1988年 長官官房企画官(兼)経理局会計課予算決算班長
- 1989年6月　資源エネルギー庁石油部備蓄課長
- 1991年7月　防衛局計画官
- 1992年6月　防衛局運用課長
- 1994年7月　防衛施設庁施設部施設企画課長
- 1995年6月　防衛施設庁総務部総務課長
- 1997年7月　長官官房総務課長
- 1998年6月　調達実施本部副部長
- 2000年　総理府国際平和協力本部事務局次長
- 2002年8月　防衛参事官
- 2003年8月　防衛施設庁次長
- 2004年7月　管理局長
- 2005年8月　契約本部長
- 2006年7月　装備本部長（組織改編）
- 2006年8月　辞職
- 2014年  一般社団法人防衛装備工業会専務理事[2]
- 2019年6月  公益財団法人防衛基盤整備協会理事